# Tlučkův mlýn
Tlučkův mlýn (též Sulanův) je název historického mlýna na levém břehu Otavy v katastru vsi Borečnice. Mlýn byl stejně jako řada dalších zbořen v roce 1960, kdy došlo k výstavbě Orlické přehrady. V průběhu století se na něm vystřídala řada mlynářů. Někteří byli vlastníky, jiní si objekt pouze pronajímali. Od konce 19. století  máme zprávy o rozšiřování a postupné modernizaci mlýna. K mletí na zakázku se přidalo mletí komerční, po určitou dobu zde fungovala pila na dřevo, restaurace s parketem. Na mlýně bylo možno přespat. Vedle činnosti mlynářské jeho obyvatelé obhospodařovali pole a lesy, měli právo lovu ryb.

## Historie
První písemná zmínka o mlýně pochází z roku 1405, kdy ho Mikuláš Volyňský dává v užívání píseckému špitálu. Později se vlastníci a nájemci mlýna pravidelně střídali. Koncem 19. století za mlynářování Matěje Šebelleho jsou uváděna čtyři mlýnská kola na spodní vodu na mletí především žitného a ječmeného zrna. Páté kolo sloužilo pile.
V roce 1871 byla nad mlýnem dokončena kaple Kaple Panny Marie Lurdské. Kaple byla postavena z lámaného kamene a pojmenována po vzoru poutní kaple v Lurdech, údajně na žádost babičky místního mlynáře Kubrichta. Roku 2012 byla kaplička obnovena a znovuvysvěcena.
Po roce 1880, za mlynáře Aloise Kubrichty patřílo k mlýnu deset hektarů polí, les, právo rybolovu v délce dva kilometry a slup. V této době také skončilo využití mlýna k řezání dříví. V roce 1923 za Stanislava Sulana mlýn vyhořel a musel být znovu postaven. Byl modernizován a získal i generátor elektrického proudu. Byla zde zřízena letní restaurace s parketem, kterou Sulan pronajal jiným podnikatelům a sám hostům ve mlýně nabízel pokoje. V roce 1931 Sulan pronajal mlýn Jindřichu Caisovi ze zdíkovského mlýna na Šumavě. Ten pokračoval v modernizaci. Za druhé světové války mlel Cais na černo a po nocích prodával mouku lidem. Když Jindřichu Caisovi skončil v roce 1945 pronájem, začal zde pracovat Stanislavův syn Václav. Ten rozšířil selské mletí o obchodní. Na místo mletí pro sedláky z okolních vesnic tak začal zkupovat zrno, mlít a mouku prodávat pekařům v Písku. V roce 1951 převzalo mlýn Hospodářské družstvo v Písku a poté Jihočeské mlýny v Českých Budějovicích. Po povodních v roce 1954 byl mlýn uzavřen a v souvislosti s výstavbou Orlické přehrady v roce 1960 zbořen. V současné době se v místě nachází jen torzo jezu, které ale zaplavuje rozliv Orlické přehrady.

## Galerie

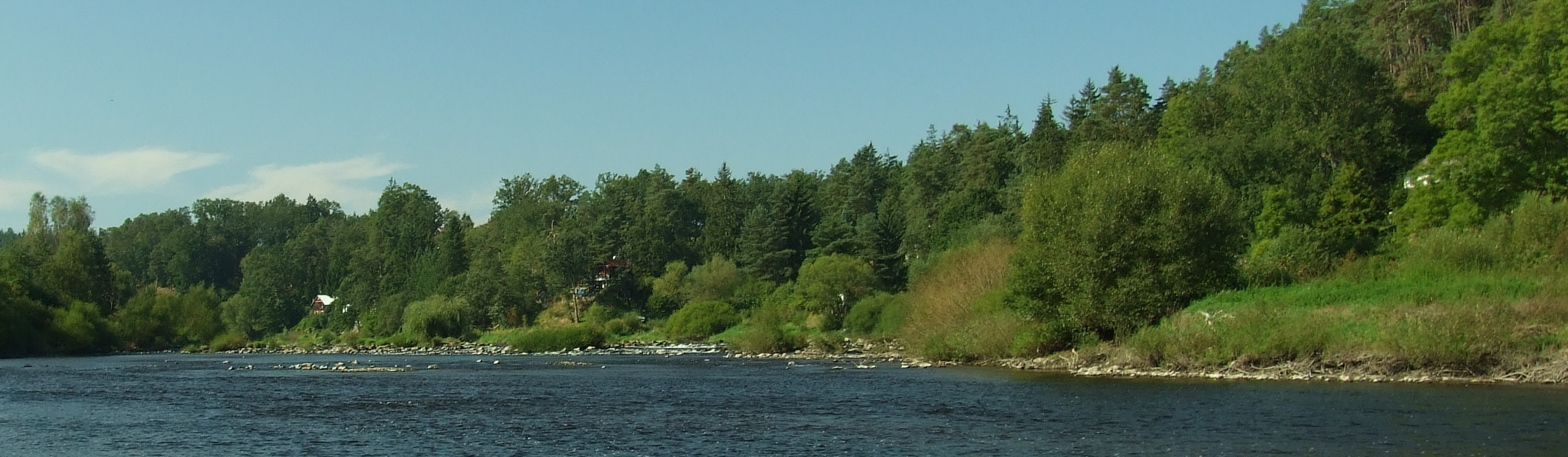
Zbytky jezu, který sváděl sílu vody zprava doleva (obráceně po proudu) na Tlučkův mlýn (zhruba v místě křoví nalevo)
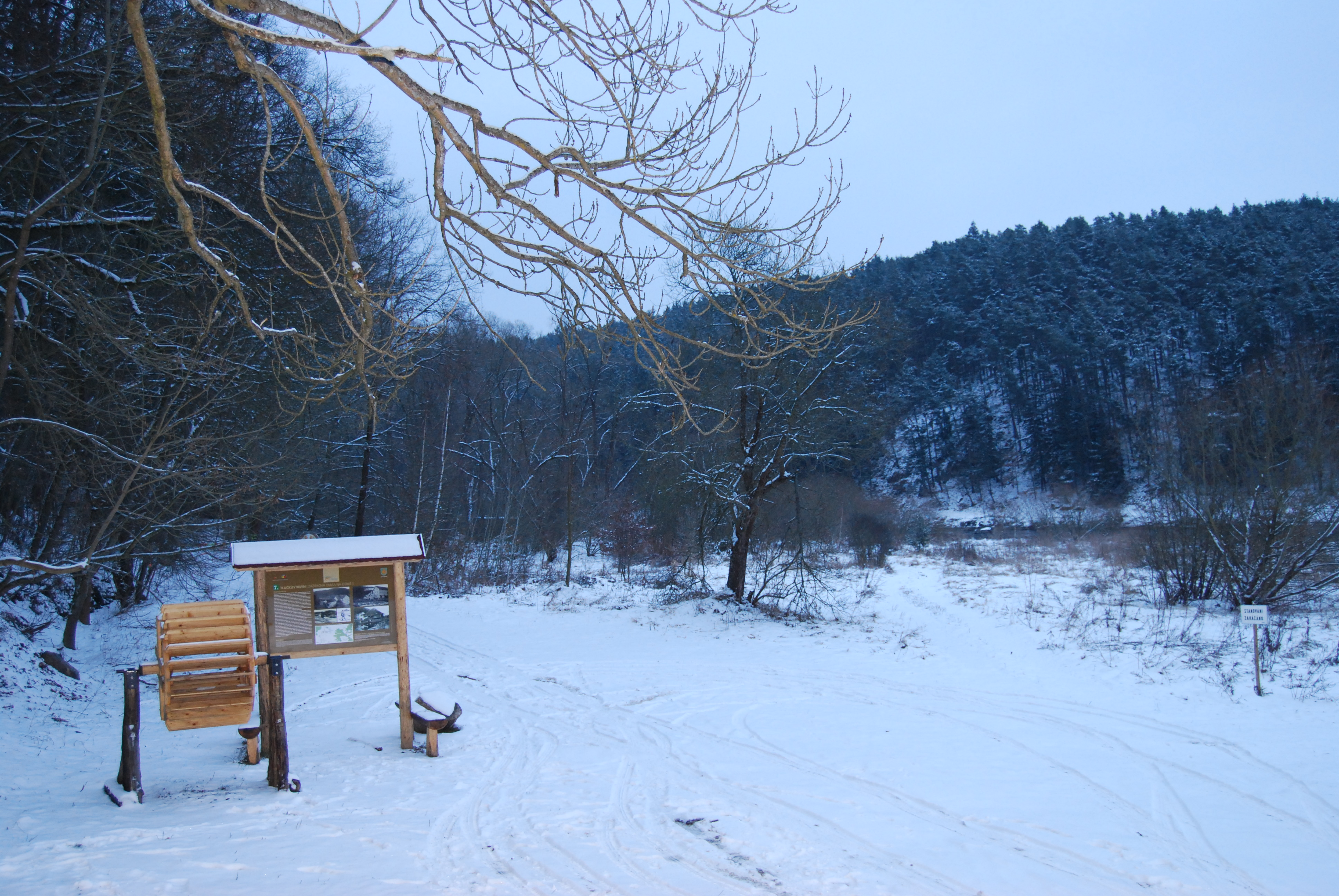
Místo bývalého mlýna v zimě
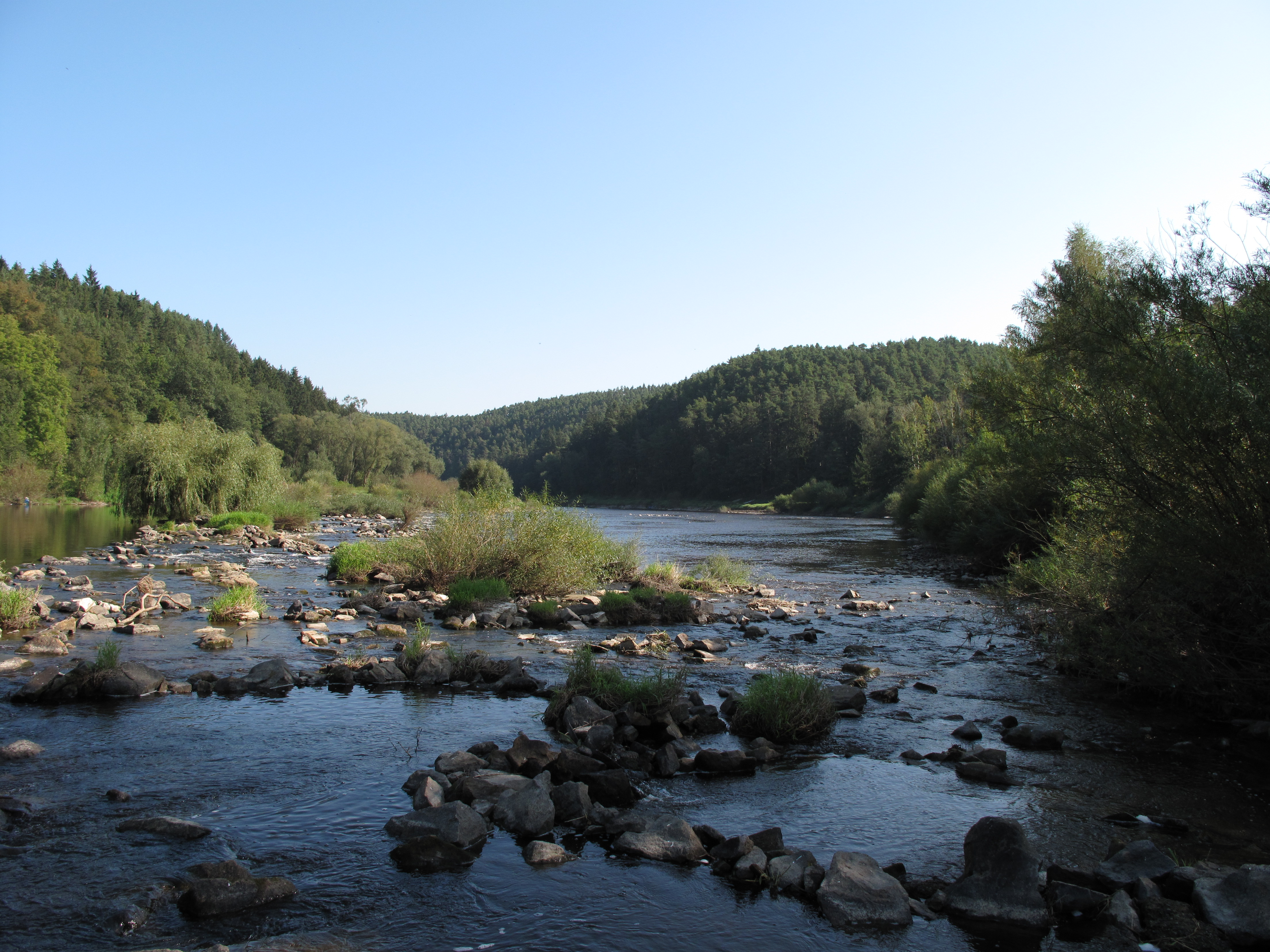
Stav jezu u Tlučkova mlýna v září 2009. Kameny vystupují nad vodní hladinu jen při nízkém stavu vody v Orlické přehradě. Foceno z pravého břehu.
- Voda protékající kameny jezu u Tlučkova mlýna
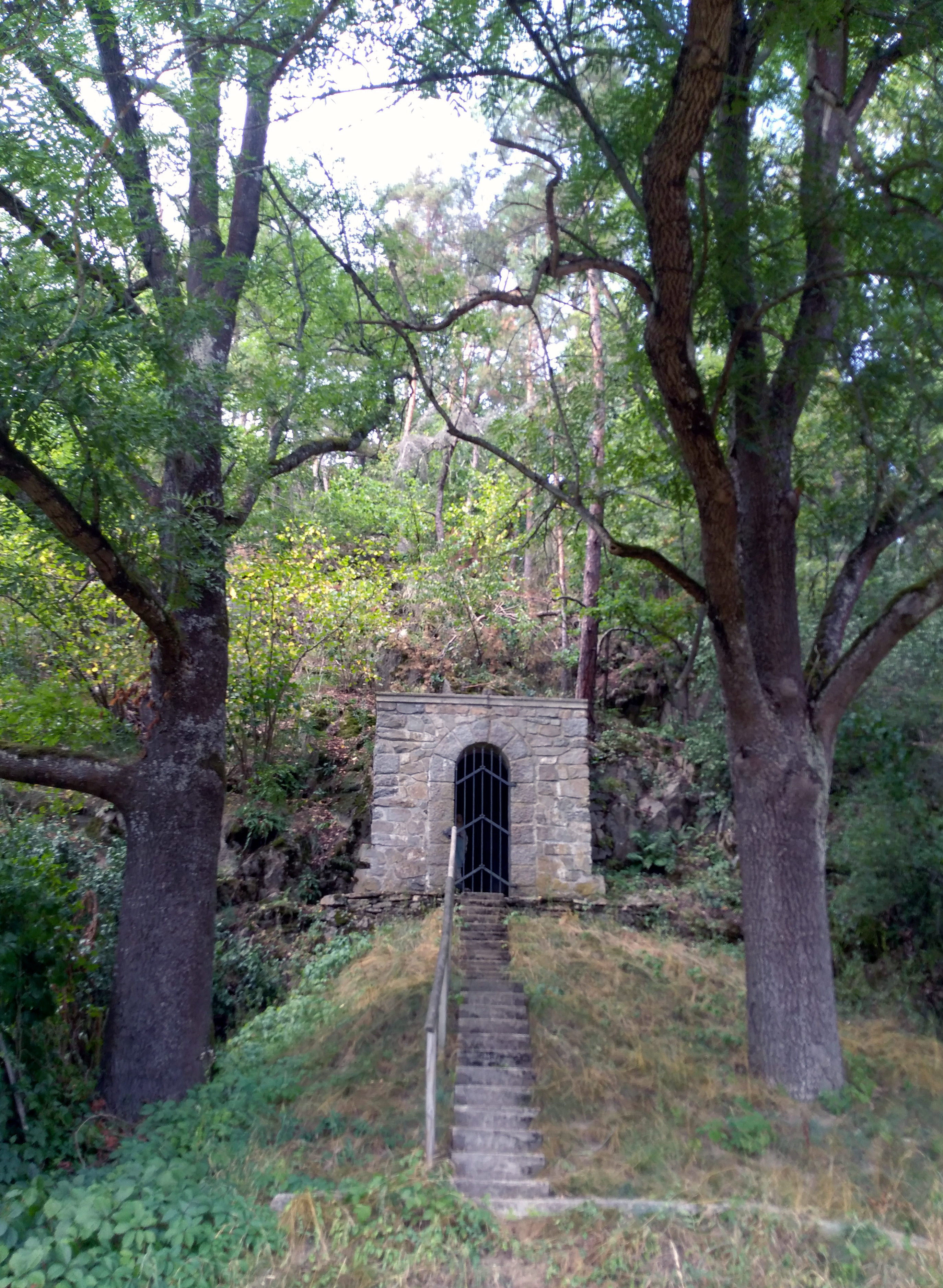
Kaplička Panny Marie Lurdské